# Convention de Bâle (1989)
Pour les articles homonymes, voir Convention de Bâle.
 Voir le traité sur Wikisource
La Convention de Bâle, officiellement Convention de Bâle sur le contrôle des mouvements transfrontières de déchets dangereux et de leur élimination est un traité international qui a été conçu afin de réduire la circulation des déchets dangereux entre les pays. Il s'agissait plus particulièrement d'éviter le transfert de déchets dangereux des pays développés vers les Pays en développement (PED). La convention a aussi pour but de minimiser la quantité et la toxicité des déchets produits, et d'aider les PED à gérer de façon raisonnable les déchets, nocifs ou pas, qu'ils produisent.
La Convention a été ouverte à la signature le 22 mars 1989 et est entrée en vigueur le 5 mai 1992. Sur 166 États parties à la convention, seuls, Haïti et les États-Unis ont signé la Convention mais ne l'ont pas ratifiée.

## Histoire

Parties (bleu) et signataires (rouge) de la Convention de Bâle.

Avec le renforcement, dans les années 1970, des lois sur l'environnement dans les pays développés, les coûts d'élimination des déchets augmentèrent considérablement. Au même moment, la mondialisation des transports rendit les mouvements transfrontaliers de déchets plus aisés. De plus, de nombreux PED avaient un besoin urgent de devises étrangères. Ainsi, le commerce de déchets dangereux augmenta rapidement, plus particulièrement vers les PED.
Plusieurs catastrophes et incidents écologiques dans les années 1980 menèrent à la signature de la Convention de Bâle. On peut citer l'affaire du Khian Sea (1986-1988). Ce navire était chargé de cendres provenant de l'incinérateur de Philadelphie (États-Unis). Après avoir déposé frauduleusement 4 000 des 15 000 tonnes de sa cargaison sur une plage haïtienne, il erra pendant plusieurs mois, refoulé à chaque tentative d'escale. Il rejeta finalement le reste de sa cargaison en mer.
Il y eut également le problème en 1982 du transport de fûts de dioxine de l'usine de Seveso en Italie pour leur élimination en Suisse. On perdit la trace des fûts et on les retrouva finalement en France en 1983 abandonnés dans un abattoir désaffecté.

## Définition de déchet dangereux
La Convention de Bâle a adopté une définition des déchets similaire à la définition européenne :

« On entend par « déchets » des substances ou objets qu'on élimine, qu'on a l'intention d'éliminer ou qu'on est tenu d'éliminer en vertu des dispositions du droit national. »

— art. 2 al. 1
Pour qualifier un déchet de dangereux et donc l'inclure dans la Convention, deux cas de figures sont prévus :
- le déchet appartient à une catégorie décrite dans l'annexe I et présente des qualités de dangerosité définie à l'annexe III (art. 1 al. 1 a) ;
- la première condition n'est pas remplie mais la législation du pays exportateur, importateur ou de transit l'a qualifié de dangereux (art. 1 al. 1 b).

## Ban Amendment
Après avoir adopté la Convention, certains pays en développement et associations de défense de l'environnement soutinrent que le document n'allait pas assez loin. De nombreux pays et ONG militèrent en faveur d'une interdiction totale de l'expédition de déchets dangereux à destinations des PED. Plus exactement, la Convention originale n'interdisait pas l'exportation de déchets, excepté vers l'Antarctique. Elle n'exigeait qu'une procédure de notification et de consentement préalable en connaissance de cause (PIC, Prior Informed Consent (en)) du pays importateur. De plus, de nombreux courtiers en déchets cherchèrent à exploiter l'« image de marque » du recyclage et commencèrent à présenter les destinations de leurs exportations comme des sites de recyclage. Ceci conduisit à la prise de conscience qu'une interdiction totale, incluant les exportations pour recyclage, était nécessaire. Cette prise de conscience mena à la création de plusieurs interdictions régionales sur le commerce des déchets, parmi lesquelles la Convention de Bamako.
Lors de la deuxième conférence de Bâle de mars 1994, les pays du G77 obtinrent l'adoption d'une décision d'interdiction de l'exportation des déchets dangereux des pays membres de l'OCDE en direction des non-OCDE. Cependant, le caractère non contraignant de la décision fut invoqué par les opposants à la décision (États-Unis, Canada, Australie), du fait qu'il n'avait pas la forme d'un amendement. Greenpeace et des pays européens comme le Danemark firent pression lors de la troisième conférence de Bâle de 1995, conduisant ainsi à l'adoption du Ban Amendment,, qui reprenait et confirmait la décision de 1994. L'amendement interdit l'exportation hors OCDE de tout déchet dangereux, pour son élimination comme pour sa valorisation (qui comprend le recyclage, la réutilisation, le réemploi direct). Les partisans de l'amendement ont porté une attention particulière à la vente de navires pour leur démolition ou leur récupération. Le Ban Amendment a rencontré une opposition farouche parmi les groupes d'industriels et certains pays comme le Canada ou les États-Unis. En effet, les États-Unis, premier producteur de déchets au monde, disposent d'un accord bilatéral pour exporter des déchets au Canada.
Pour que l'amendement puisse entrer en vigueur, il doit être ratifié par au moins 75 % des Parties à la Convention présentes lors de son adoption et l'ayant accepté. Au début de l'année 2011, 69 parties à la Convention l'ont ratifié, et seulement 47 parties signataires l'ont ratifié. En l'absence d'une entrée en vigueur, l'Union européenne a malgré tout adopté le Ban Amendment en 1997, ce qui lui donne valeur contraignante dans tous les États membres.
En décembre 2019, l'amendement est ratifié, 24 ans après sa signature et malgré l'abstention de gros contributeurs que sont les États-Unis, le Canada, le Japon, l'Australie, la Nouvelle-Zélande, la Corée du Sud, la Russie, l'Inde et le Brésil.
La prochaine évolution réglementaire attendue est l’obligation pour un pays producteur d’obtenir l’autorisation de l’État destinataire avant d'exporter des déchets en mélange, dont des déchets en plastique difficilement recyclables. Cette mesure a été adoptée en mai 2019 lors de la 14e Conférence des parties de la Convention de Bâle.